# Annaskolan-Detthowska skolan
Annaskolan-Detthowska skolan var en sammanslagning av Annaskolan och Detthowska skolan i Stockholm. De båda skolorna slogs samman den 1 juli 1933. Sammanslagningen varade fram till 1939. Annaskolan-Detthowska skolan upphörde när de privata flickskolorna i Stockholm kommunaliserades den 1 juli 1939.
Annaskolan var en flickskola som grundades i Stockholm år 1924 av Ester Edelstam. Skolan bestod av en lekskola (kindergarten) för både flickor och pojkar samt 8-klassig flickskola. Skolan var inhyst i Timmermansordens hus vid Eriksbergsgatan 15. Vid skolan prövades nya pedagogiska metoder som exempelvis koncentrationsläsning.
Detthowska skolan var en privat flickskola i Stockholm verksam mellan åren 1896 och 1933. Skolan grundades 1898 av Alma Detthow i huset Birger Jarlsgatan 35. Höstterminen 1913 flyttade man till ett nybyggt skolhus vid Eriksbergsgatan 10. Alma Detthow grundade skolan 1896. Hon hade bland annat varit föreståndare för Ateneum för flickor. Den privata flickskolan omfattade då en 3-årig småskola, som även tog emot pojkar för förberedelse till inträde i allmänna läroverk, 8-årig elementarskola för flickor och en realskolelinje för flickor, linjen upphörde 1926.
Då flickskolorna 1939 kommunaliserades slogs de tre skolorna Annaskolan-Detthowska skolan, Brummerska skolan och Ateneum för flickor samman och bildade Norrmalms kommunala flickskola. 